# DuckTales: The Quest for Gold
Duck Tales: The Quest for Gold es un videojuego de plataformas desarrollado por Incredible Technologies para Amiga, Apple II, Commodore 64 y DOS. Fue publicado en 1990 por Walt Disney Computer Software. El juego guarda escaso parecido con el título de Capcom conocido simplemente como DuckTales que fue publicado para NES y Game Boy.